# Huang Tingjian

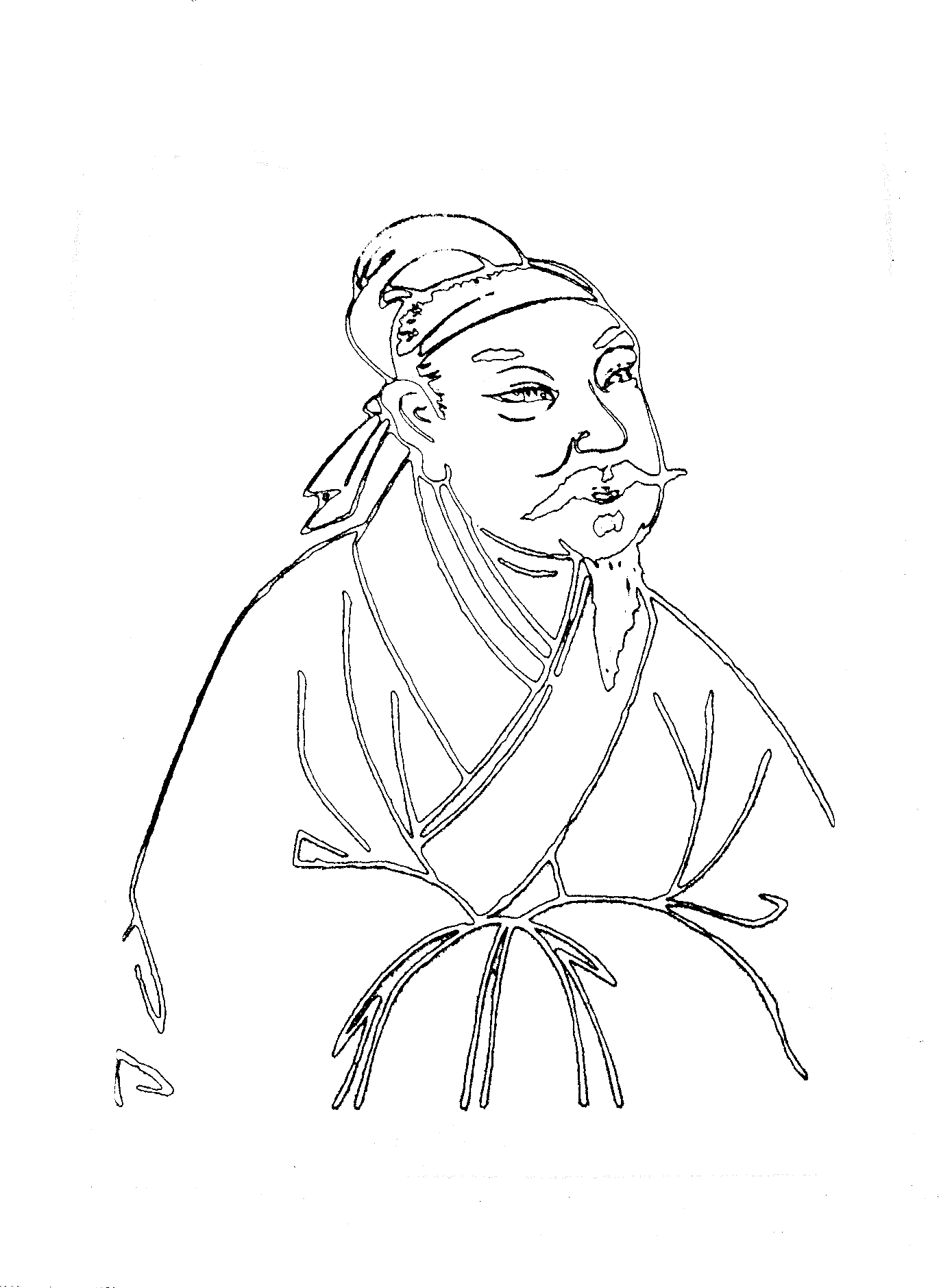
Huang Tingjian

Huang Tingjian (chinesisch 黄庭堅, W.-G. Huang T'ing-chien; * 9. August 1045 in Fenning (分宁, heute Xiushui) Provinz Jiangxi; † 24. Mai 1105 in Yizhou, Provinz Guangxi) war ein hoher Beamter und Kalligraf der chinesischen Song-Dynastie, der auch für seine Gedichte und seine Malerei bekannt ist.
Huang zählt in der Kalligrafie zu den vier Meistern der Song-Zeit. Hier und auf dem Gebiet der Literatenmalerei wurde er als jüngerer Freund und Schüler von Su Shi beeinflusst. 
|  |

## Leben
1067 bestand Huang die Aufnahmeprüfungen für die Beamtenlaufbahn in der Hauptstadt Kaifeng (Provinz Henan) und heiratete 1068 die Tochter eines hohen Beamten. 1068 oder 1069 wurde er Polizeichef von Yexian (Stadtgemeinde Ruzhou, Provinz Henan), 1072 Professor an der Kaiserlichen Akademie der Nördlichen Hauptstadt in Damingfu (heute Kreis Daming, Provinz Hebei). 1073 heiratete er als Witwer seine zweite Frau, die einer Familie einflussreicher Beamter entstammte. 1080 bis 1083 war er Kreisvorsteher von Taihe (Provinz Jiangxi), 1084/85 Amtmann der Garnison Deping (Provinz Shandong). 1085 wurde er Kaiserlicher Historiker in der Hauptstadt Kaifeng, wo er sich mit dem Dichter Su Shi anfreundete. Beide bekämpften als Angehörige der konservativen Partei die Sozialreformen Wang Anshis. 1091 kehrte er nach dem Tod seiner Mutter in seine Heimat zurück. 1094 wurde er in Kaifeng wegen seiner Kritik an den Reformen Wang Anshis verurteilt und 1095 in die Provinz Sichuan verbannt. 1100 amnestiert, nahm er 1102 wieder eine Beamtenstelle an, wurde aber 1103 abermals verbannt, in die Provinz Guangxi, wo er 1105 starb.

## Sonstiges
Huang Tingjian gilt als eines der 24 Beispiele kindlicher Pietät, da er einer populären Legende zufolge selbst als hoher Beamter den Nachttopf seiner alten Mutter reinigte.